# Banca Republicii
Banca Republicii (în spaniolă Banco de la República) este banca centrală a Columbiei. La fel ca alte bănci centrale, misiunea sa principală este de a asigura stabilitatea financiară a țării. Nu este legată de Secretariatul Finanțelor și Creditului Public, fiind o instituție autonomă.

## Istoric
În martie 1923, în timpul administrației Pedro Nel Ospina, a fost comandată Misiunea Kemmerer, formată dintr-un grup de experți condus de academicianul Edwin Walter Kemmerer. Kemmerer a recomandat crearea unei bănci centrale columbiene cu capital privat și public. Această bancă a fost creată prin Legea 25 din 1923, în conformitate cu termenii recomandați de consilierii Misiunii Kemmerer.

### Primul jaf la Banca Republicii
Pe 23 aprilie 1977, „cârtițele” au furat 82,27 milioane de pesos de la Banca Republicii din Pasto, o cifră care astăzi ar echivala cu peste 22,85 miliarde de pesos. Hoții erau numiți „cârtițe” deoarece intrau în seifuri printr-un tunel. Frații Emiliano, Aquilino și Jesús María Cendales Campuzano au fost creierii din spatele jafului. Au înființat o cantină și un magazin care vindeau produse agricole și zootehnice într-o locație separată doar de o casă și un garaj aparținând Băncii Republicii. Ordóñez Ricaurte a explicat că cantina era „foarte prost amenajată, foarte prost decorată” pentru a împiedica intrarea clienților.
Colonelul Bernardo Grisales Muñoz, pe atunci comandantul Departamentului de Poliție din Nariño, i-a identificat pe Samuel Chaparral Valveras și José González ca fiind liderii jafului. Se pare că Chaparral a fost unul dintre complicii fraților.
Mai târziu, datorită amprentelor, autoritățile au putut identifica locuitorii din Cendales Campuzanos.

### Al doilea jaf al Băncii Republicii
Jaful Băncii Republicii din Valledupar, cunoscut și sub numele de „Jaful secolului al Columbiei”, a avut loc în perioada 16-17 octombrie 1994. Hoții au furat 24.072.000.000 de pesos (33 de milioane de dolari americani în 1994 / 53.534.465 de dolari americani în 2016). Jaful Băncii Republicii din Valledupar a reprezentat cea mai mare sumă furată vreodată într-un jaf bancar din istoria Columbiei.
După jaf, Banca Republicii a identificat bancnotele furate după numărul lor de serie și valoarea nominală. Aceste bancnote nu fuseseră în circulație publică înainte de jaf, ceea ce înseamnă că și-au pierdut imediat valoarea. Banca a publicat o listă cu numerele de serie ale bancnotelor furate, iar acestea au fost denumite în glumă bancnote vallenato.